# Barame, Chumuro y Vichuon
Barame, Chumuro y Vichuon son las mascotas oficiales de los Juegos Asiáticos de 2014, que se celebraron en Incheon en septiembre y octubre de 2014.